# Verkehr in Kaiserslautern
Der Verkehr in Kaiserslautern ist geprägt durch eine Vielzahl von Verkehrswegen.

## Bahn

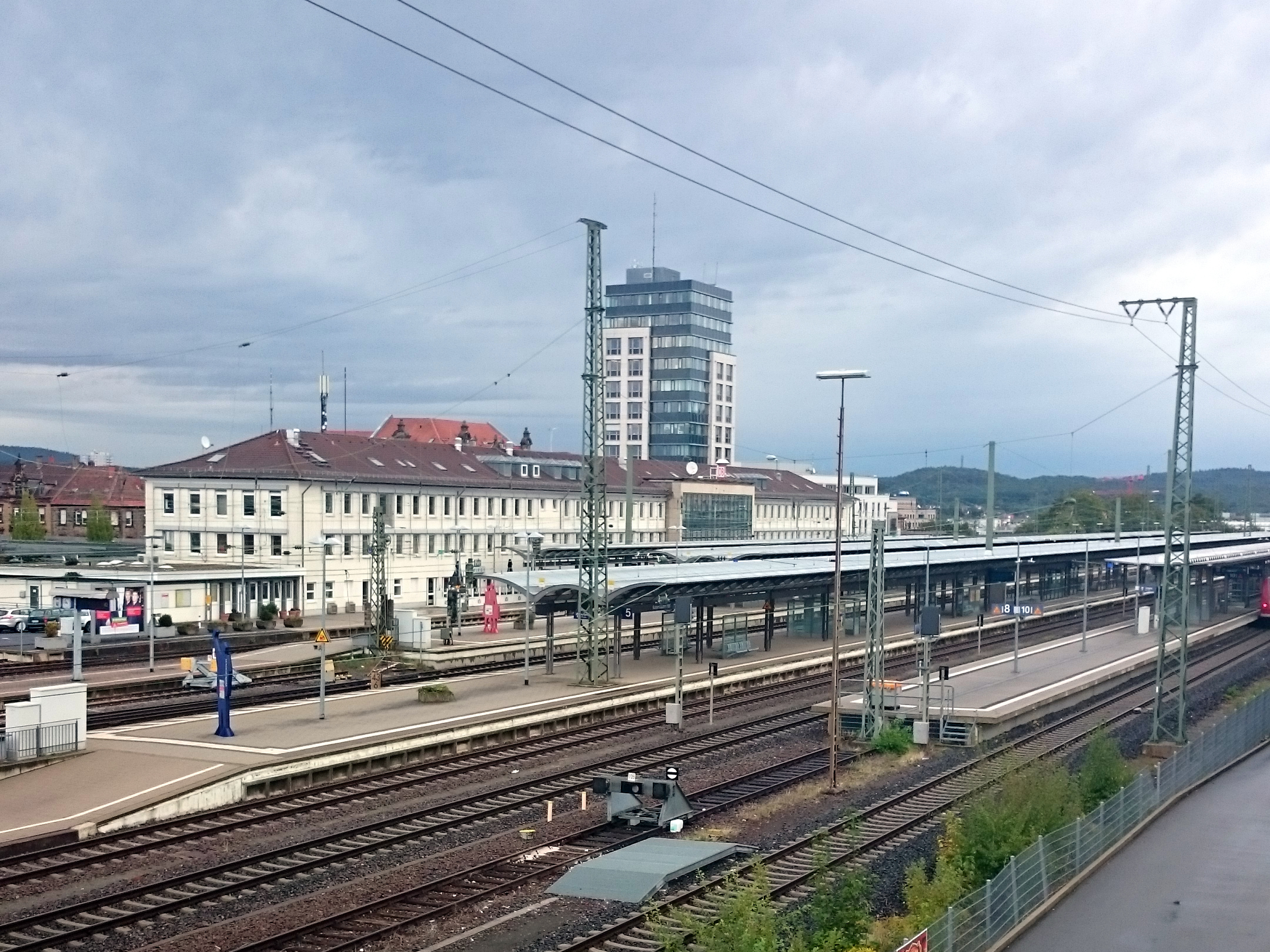
Hauptbahnhof von Kaiserslautern

Die Stadt liegt an der Bahnstrecke Mannheim–Saarbrücken die aus der Pfälzischen Ludwigsbahn Ludwigshafen–Bexbach hervorging. Nach Süden führt die Biebermühlbahn bis Pirmasens, nach Norden die sogenannte Lautertalbahn bis Lauterecken und nach Nordosten die Bahnstrecke Kaiserslautern–Enkenbach. Im Westen der Stadt befindet sich außerdem der Rangierbahnhof Einsiedlerhof, der in den letzten Jahrzehnten an Bedeutung verlor. Kaiserslautern ist außerdem Sitz des Zweckverbands Schienenpersonennahverkehr Rheinland-Pfalz Süd, der für die Bestellung von SPNV-Verkehrsleistungen im südlichen Rheinland-Pfalz zuständig ist.
Seit Ende 2003 ist der Hauptbahnhof Haltestelle der S-Bahn RheinNeckar, die die Stadt mit Ludwigshafen am Rhein, Mannheim und Heidelberg im Osten und Homburg im Westen verbindet. Darüber hinaus ist er Haltepunkt im ICE-Netz der Deutschen Bahn AG. Am 10. Juni 2007 ging die transeuropäische Hochgeschwindigkeitslinie Paris–Frankfurt (Rhealys) in Betrieb. Die Fahrzeit zwischen Kaiserslautern und Paris beträgt seitdem 2 Stunden und 40 Minuten. Darüber hinaus gibt es im Fernverkehr vereinzelte Direktverbindungen von Kaiserslautern nach Leipzig, Stuttgart und München.

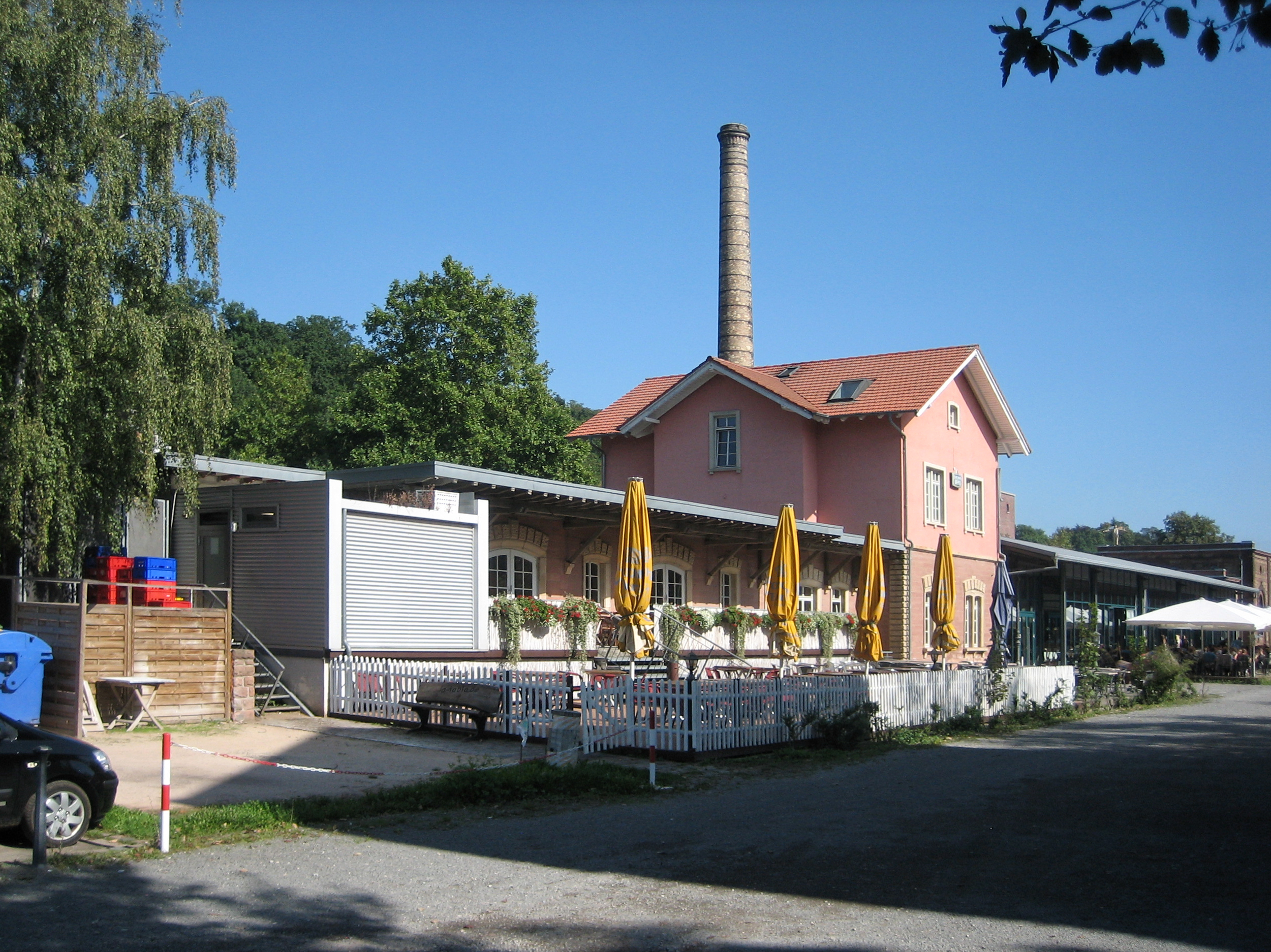
Ehemaliger Bahnhof Kaiserslautern West

Weitere Haltestellen an der Magistrale Mannheim-Saarbrücken sind Kennelgarten, Vogelweh und Einsiedlerhof. Der Haltepunkt Kaiserslautern Ausbesserungswerk, der ausschließlich den Mitarbeitern der namensgebenden Institution diente, wurde zwischenzeitlich aufgelassen. Die Biebermühlbahn macht an der Galgenschanze und am inzwischen an anderer Stelle wieder in Betrieb genommenen Haltepunkt Hohenecken Station.
An der Lautertalbahn werden die Haltepunkte Pfaffwerk und Kaiserslautern West bedient. Letzterer wurde bis 1969 durch eine Stichfahrt bedient und danach durch einen Haltepunkt, der sich am langjährigen Abzweig der Stichstrecke befindet, ersetzt. An der Verbindungsstrecke Kaiserslautern-Enkenbach lagen die inzwischen stillgelegten Haltepunkte Kaiserslautern Nord und Eselsfürth, die mittlerweile stillgelegte Bachbahn von Lampertsmühle-Otterbach nach Reichenbach bediente im heutigen Stadtgebiet noch die Stadtteile Siegelbach und Erfenbach.

## Stadtverkehr

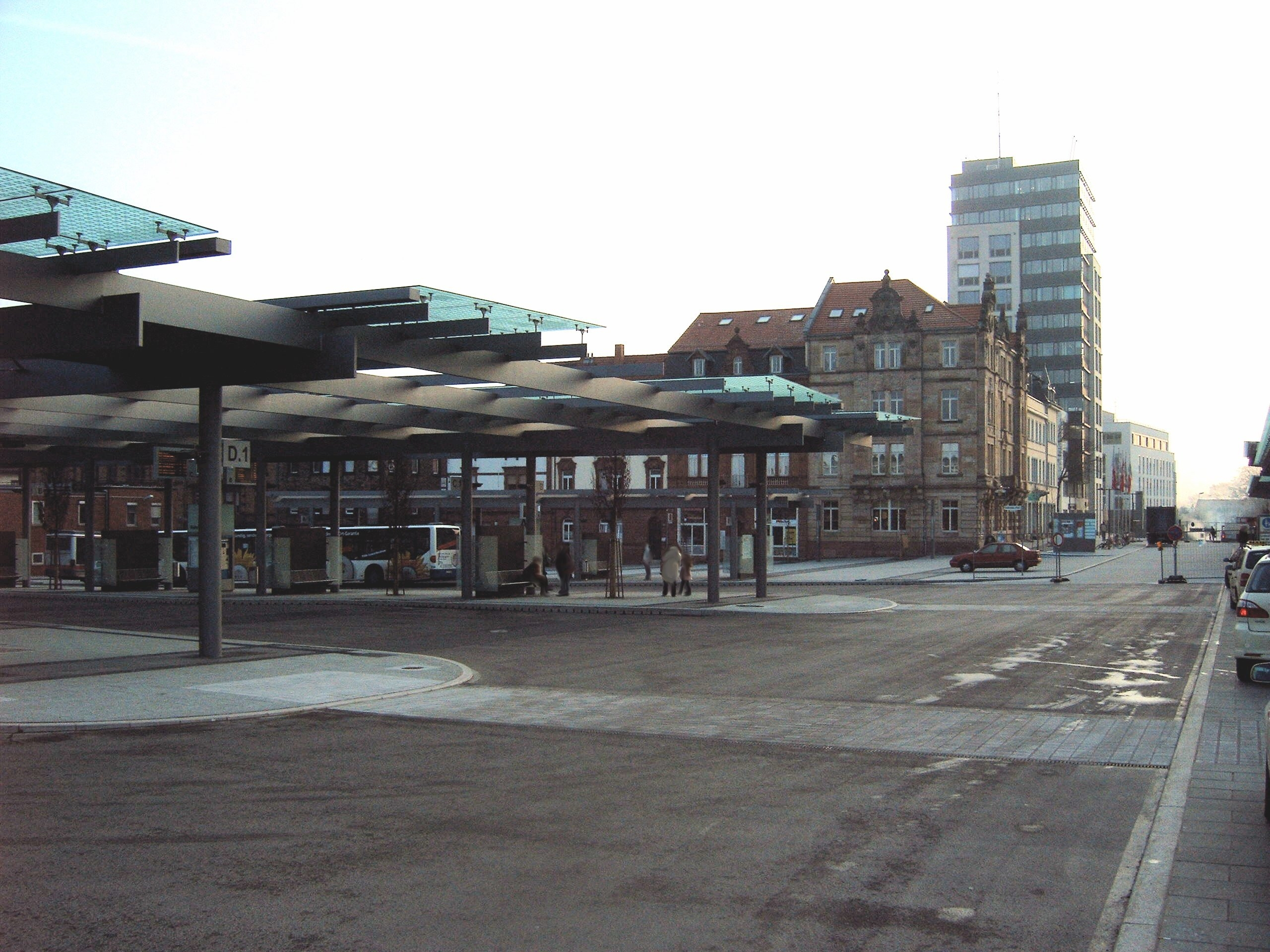
Busbahnhof am Hauptbahnhof

Nachdem die 1916 eröffnete Straßenbahn Kaiserslautern 1935 ihren Betrieb eingestellt hatte, übernahm der städtische Busverkehr die Aufgabe des innerstädtischen Verkehrs. In den Jahren 1949 bis 1985 bildete der Obus Kaiserslautern das Rückgrat des Stadtlinienverkehrs. Die Stadtwerke Kaiserslautern – früher TWK Verkehrs AG – betreiben mittlerweile ein Stadtbusnetz mit zurzeit 14 Stadtlinien und neun Nachtlinien. Zentraler Umsteigepunkt für alle Linien ist die Haltestelle Stadtmitte (Rathaus/Schillerplatz). Das Umland wird von zahlreichen Regionallinien der DB Regio bedient.
Seit der Integration des Westpfalz-Verkehrsverbunds (WVV) in den Verkehrsverbund Rhein-Neckar (VRN) gelten dessen Tarife in der gesamten Pfalz und bis über Mannheim und Heidelberg hinaus.
Die Einrichtung eines City-Shuttle zwischen Hauptbahnhof und dem Universitätscampus wurde um die Jahrtausendwende diskutiert, aus Kostengründen jedoch verworfen. Planskizzen sahen eine schienengebundene Bahn oder einen spurgeführten Bus vor.

## Fernstraßen und Flughäfen

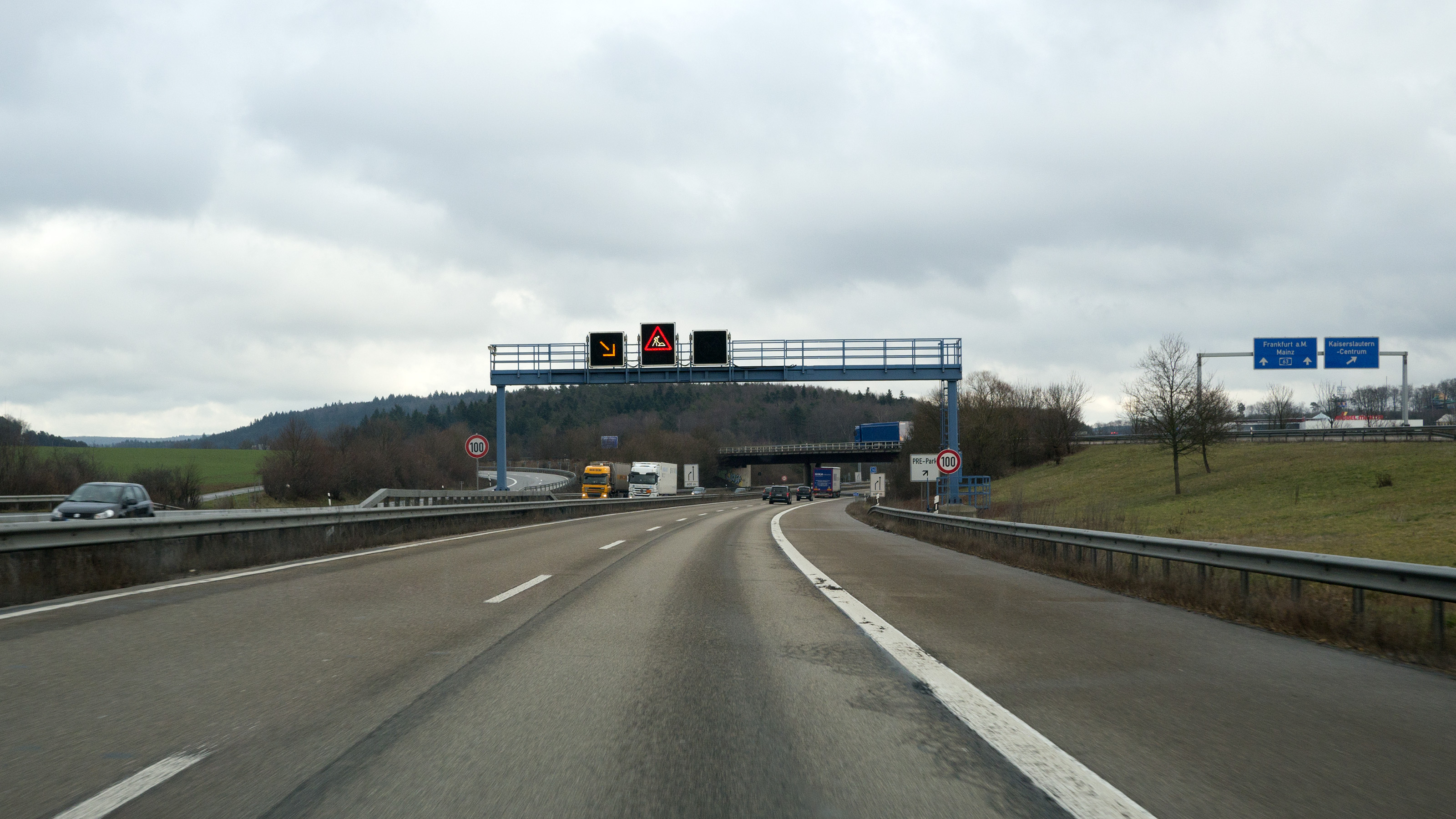
Autobahndreieck Kaiserslautern

Durch das Stadtgebiet führt in West-Ost-Richtung die Bundesautobahn 6 Saarbrücken–Mannheim mit vier Ausfahrten: Kaiserslautern-Einsiedlerhof, Kaiserslautern-West, Kaiserslautern-Centrum/Dreieck Kaiserslautern und Kaiserslautern-Ost. Die neu angelegte Ausfahrt Kaiserslautern-Ost führt zu einem Park-and-ride-Platz, der für die Fußball-Weltmeisterschaft 2006 neu angelegt wurde. Ferner endet hier die Bundesautobahn 63 aus Richtung Mainz und trifft im Dreieck Kaiserslautern auf die Bundesautobahn 6. Folgende Bundesstraßen führen durch das Stadtgebiet: von Süden nach Norden die Bundesstraße 270, in West-Ost-Richtung die Bundesstraße 37 und in Richtung Nordosten die ehemalige Bundesstraße 40, die im Oktober 2004 als Folge der Vollendung der Autobahnverbindung nach Mainz zur Landesstraße heruntergestuft wurde.
Nächster Verkehrslandeplatz ist der Flugplatz Zweibrücken (63 km). Etwas weiter entfernt ist der Flughafen Saarbrücken (80 km) mit Charterverkehr und einigen innerdeutschen Linienverbindungen, gefolgt von den Budget-Flughäfen Frankfurt-Hahn im Hunsrück (105 km) und Baden-Airport bei Karlsruhe (113 km). Das internationale Drehkreuz Frankfurt ist 103 km entfernt. Dort ist der Airbus A321 Kaiserslautern (Luftfahrzeugkennzeichen: D-AIRN) der Lufthansa stationiert.

## Landesstraßen
Mitten durch die Stadt führt die Landesstraße 395, die von der Grenze zum Saarland bis nach Worms führt und innerhalb des Stadtgebiets mit der früheren Kaiserstraße identisch ist. Die Landesstraße 502 führt nach Süden Richtung Moosalbtal, die Landesstraße 503 Richtung Johanniskreuz und die die Landesstraße 504 nach Waldleiningen.